# Graham Whitehead
Alfred Graham Whitehead (Harrogate, 15 de abril de 1922-Lower Basildon, Berkshire, 15 de enero de 1981) fue un piloto de carreras automovilísticas británico que llegó a disputar carreras de Fórmula 1.

## Carrera

### Fórmula 1
Debutó en la tercera temporada de la historia del campeonato del mundo de la Fórmula 1, la correspondiente en 1952, disputando el 19 de julio el GP de Gran Bretaña, que era la quinta prueba del campeonato.
Graham Whitehead llegó a participar en esta única carrera puntuable por el campeonato de la F1, acabándola en duodécima posición.
Fuera de la F1 compitió a diversas carreras, haciendo como mejor resultado un segundo lugar a las 24 Horas de Le Mans del 1958.

## Resultados

### Fórmula 1
(Clave) (negrita indica pole position) (cursiva indica vuelta rápida)

| Año  | Escudería       | 1   | 2   | 3   | 4   | 5     | 6   | 7   | 8   | Pos. | Puntos |
| ---- | --------------- | --- | --- | --- | --- | ----- | --- | --- | --- | ---- | ------ |
| 1952 | Peter Whitehead | SUI | 500 | BEL | FRA | GBR 8 | GER | NED | ITA | NC   | 0      |